# Austrocercoides tunta
Austrocercoides tunta är en bäcksländeart som beskrevs av Günther Theischinger 1993. Austrocercoides tunta ingår i släktet Austrocercoides och familjen Notonemouridae. Inga underarter finns listade i Catalogue of Life.